# Eugenius II. von Toledo
Eugenius II. von Toledo († 647 in Toledo) war ab 636 Erzbischof von Toledo. Sein Nachfolger wurde Eugenius III. von Toledo. Gelegentlich wird er auch als Eugenius I. bezeichnet, da Eugenius I. von Toledo zwar nachgesagt wurde, Bischof von Toledo gewesen zu sein, er aber nicht in der erhaltenen Bischofsliste auftaucht.
Eugenius war zunächst Mönch, bevor er von Bischof Helladius (Bischof von Toledo von 615 bis 633) zur Leitung der Diözese herangezogen wurde. Unter dessen Nachfolger Justus war er Kollektor. Er stand dem fünften Konzil von Toledo 636 vor, wobei die Konzilien der spanischen Kirche damals nicht nur geistliche Angelegenheiten waren, sondern auch vom Westgotenkönig und seinem Gefolge besucht wurden, die dabei politische Angelegenheiten erörterten. Das fünfte Konzil wurde anlässlich der Thronbesteigung von Chintila einberufen. Eugenius nahm auch am sechsten Konzil teil, das von Chintila einberufen wurde, um künftig bei Königswahlen ein geordnetes Vorgehen zu erreichen. Auf ihm wurden auch die Juden verbannt, die nicht zum katholischen Glauben übertraten. Er nahm auch am siebten Konzil unter König Chindaswinth teil.
Er war zu seiner Zeit auch als Astronom und Mathematiker bekannt. Über ihn ist wenig bekannt, das Meiste davon aus den De viris Illustribus seines Neffen Ildefons von Toledo.
Nach einem Brief von Eugenius III. an Braulio von Saragossa sabotierte er eine vom König angeordnete Priesterweihe, indem er einen Fluch statt der Weiheformel aussprach, da er den Kandidaten für unwürdig hielt.